# 토마스 아퀴나스

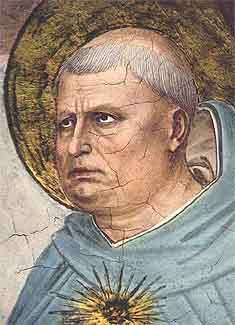
토마스 아퀴나스

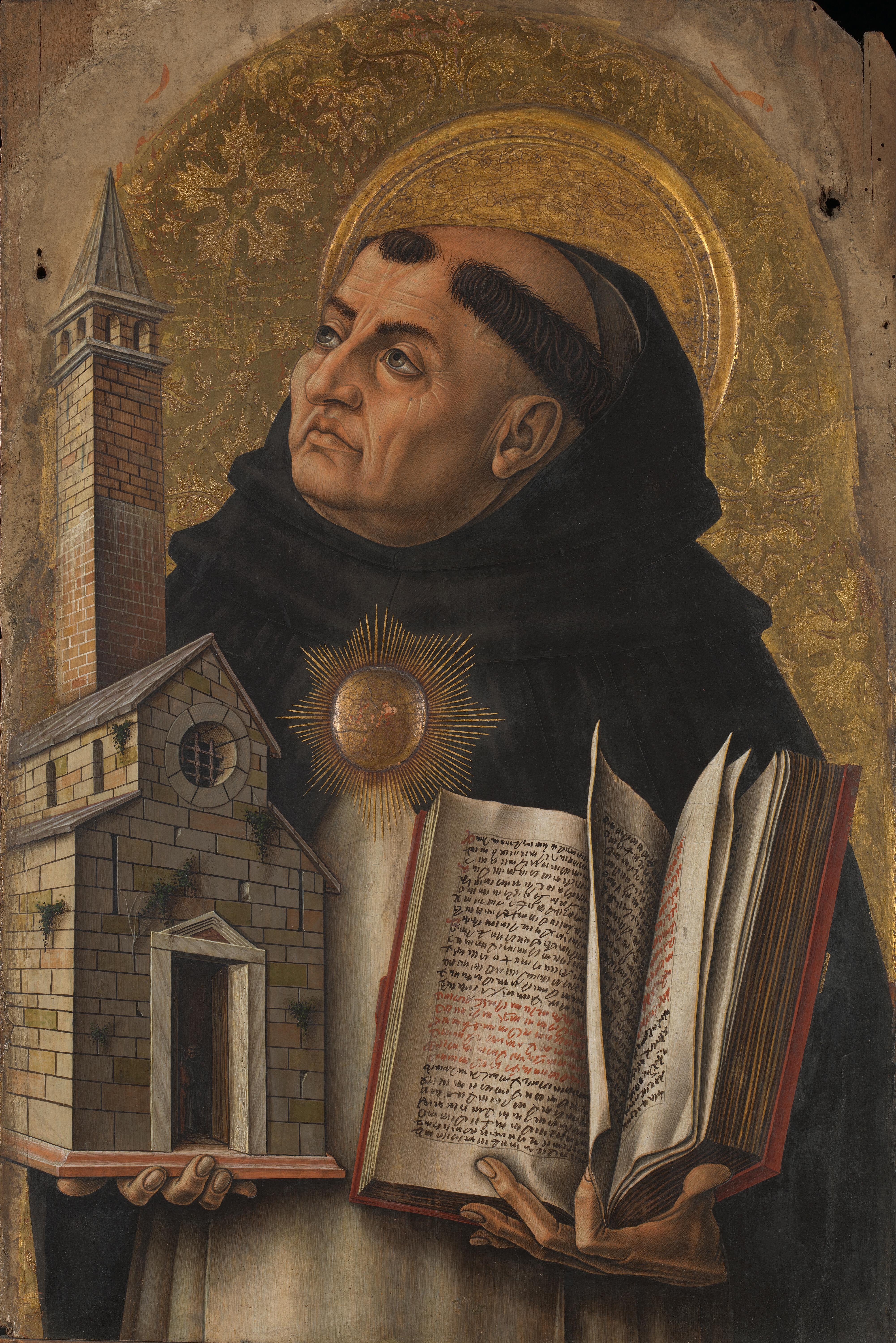
토마스 아퀴나스

토마스 아퀴나스(영어: Thomas Aquinas, 이탈리아어: Tommaso d'Aquino, 1224년/1225년? ~ 1274년 3월 7일)는 서방교회의 저명한 신학자이자 스콜라 철학자이다. 또한 자연신학의 으뜸가는 선구자이며 서방교회에서 오랫동안 주요 철학적 전통으로 자리잡고 있는 토마스 학파의 아버지이기도 하다. 교회학자 33명 중 하나이며, 현재 로마가톨릭교회는 그를 신학자요 박사로 존경하고 있으며, 이에 따라 그의 이름을 딴 학교나 연구소 등이 많이 있다.

## 생애

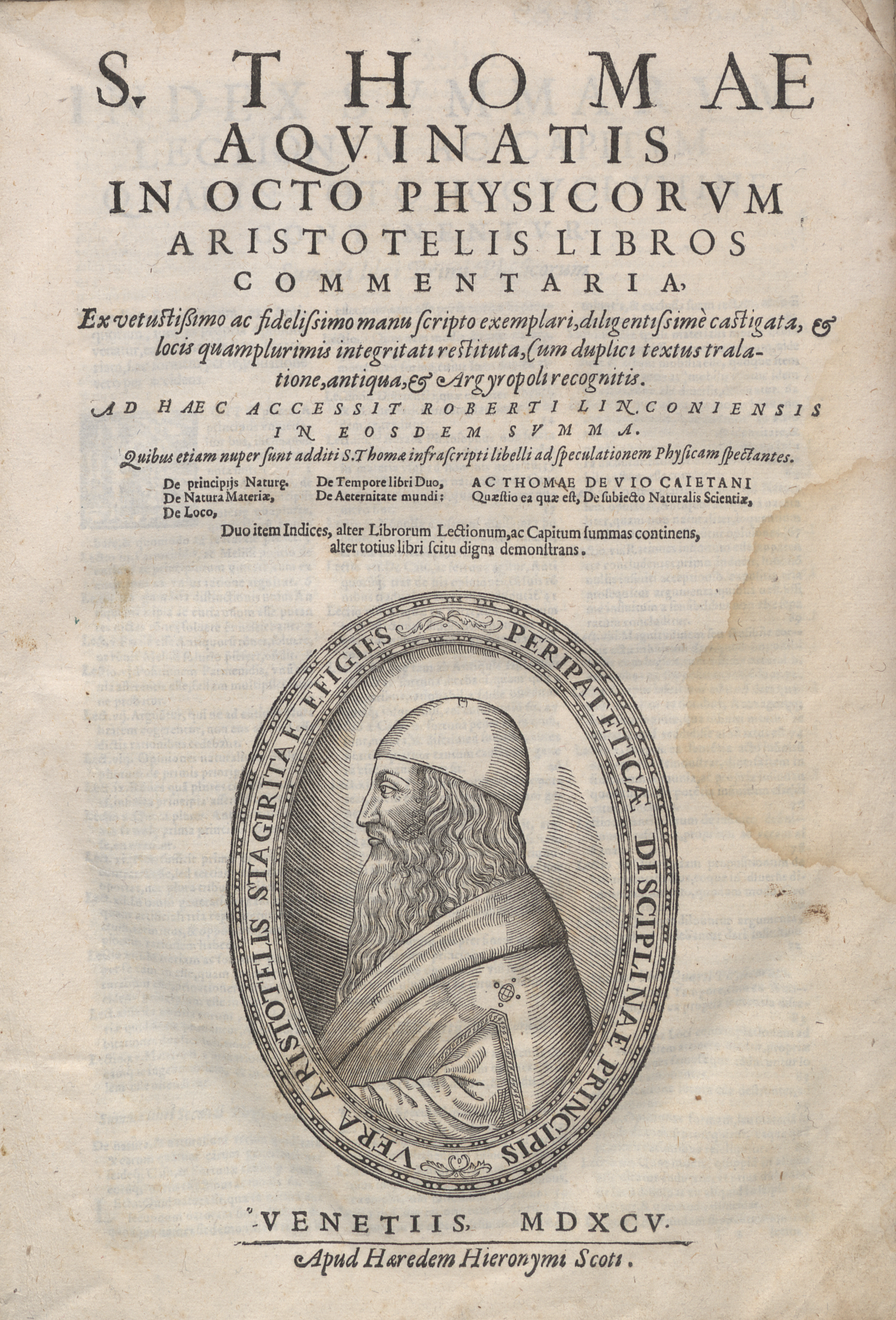
Super Physicam Aristotelis, 1595

### 탄생
토마스 아퀴나스는 이탈리아의 나폴리 근교 로카세카 성(Roccaseca)에서 아퀴노(Aquino) 지방 영주 중 하나인 란돌포의 9남매 중 일곱 번째 아들(아들 넷 중에서는 막내)로 태어났다. 토마스 아퀴나스의 탄생 연월일을 명시한 기록은 전무하다. 이에 따라 그가 사망한 날짜, 즉 1274년 3월 7일을 기준으로 그가 태어난 해를 추정할 뿐이다.

### 사망
토마스 아퀴나스의 생애에 대한 최초의 기록자인 토코의 굴리엘모(Guillaume de Tocco)는 토마스 아퀴나스가 ‘49살이 되는 해’에 사망했다고 전하고 있다.
한편 또 다른 전기작가인 베르나르 귀(Bernard Gui)는 토마스 아퀴나스가 ‘49살을 넘겨 50번째 해를 막 시작할 무렵’에 사망했다고 기록하고 있다. 또한 루카의 톨로메오(Tolomeo de Lucca)의 경우, ‘(토마스 아퀴나스는) 50살에 사망했다. 그런데 어떤 사람들은 그가 48세에 사망했다고 말한다’라고 전하고 있다.
이런 서로 엇갈리는 기록들을 통해 볼 때 토마스 아퀴나스가 탄생한 해는 최소한 그가 48살까지는 살았다는 가정하에 1224년으로부터 1226년 사이로 추정할 수 있다. 그리고 현재 연구자들이 일반적으로 다소 사실성이 떨어진다고 평가하는 루카의 톨로메오의 기록보다는 토코와 베르나르의 기록에 더 무게를 둔 1224년과 1225년 사이에 태어났다는 설 쪽으로 기울어져 있다. 하지만 이를 확정지을 만한 새로운 자료가 발견되지 않는 이상, 1226년 더 나아가 1227년 출생설도 전적으로 배제할 수 없다.

### 소년기
그의 아버지는 1230/1231년경 막내아들 토마스를 성 베네딕토 수도회 소속의 몬테 카시노 수도원으로 보냈다. 여기서 토마스는 수도사 수업을 받는다. 전기작가들은 토마스 아퀴나스가 몬테 카시노 대수도원에 들어가게 된 까닭이 그가 미래의 수도원장으로 성장하길 바랐던 토마스의 부모들의 기원 때문이었다고 전한다. 그러나 1239년경 토마스는 당시의 정치적 혼란 때문에 수도사가 되는 수업을 중단할 수밖에 없는 상황에 처한다.
그래서 몬테 카시노 수도원을 나온 후 당시 프레데리쿠스 2세의 후원으로 성장일로에 있던 나폴리 대학교에 입학하게 된다. 나폴리 대학교에서 토마스 아퀴나스는 당시의 7개의 필수 학문인 문법, 논리학, 수사학, 대수학, 기하학, 음악, 천문학을 배운 것으로 알려져 있다.
역사학자들은 이때 토마스가 아리스토텔레스의 철학과 도미니코회 수도사들을 접했다고 추정한다. 특히 도미니코회 수도사들과의 만남은 그의 삶을 결정적으로 바꾸는 계기로 작용한다. 미래의 몬테 카시노 수도원장으로 성장해줄 것이라는 가족들의 기대를 저버린 채 1244년 토마스 아퀴나스가 당시 프란체스코회와 더불어 새롭게 등장한 도미니코회의 수도사로 들어갔기 때문이다.
이에 당황한 토마스의 가족은 도미니코 수도원의 주선으로 파리로 유학 가던 토마스를 도중에 납치하여 로카세카 성에 감금했다. 그리고 약 1년여간 회유와 협박을 동원하여 도미니코회에서 탈퇴할 것을 강요했다. 그러나 어떤 노력으로도 그의 소신을 굽힐 수 없음을 알게 된 가족들은 결국 1245년 여름 토마스 아퀴나스를 나폴리의 도미니코회 소속의 수도원으로 되돌려 보낸다.
이와 같이 귀족의 아들로서 몬테 카시노의 수도원장이 될 수 있는 화려한 삶 대신 소박한 삶을 사는 수도사가 되기를 선택한 토마스 아퀴나스의 일화는 부유한 상인의 아들로 누릴 수 있었던 모든 화려한 삶을 포기하고 예수 그리스도의 삶의 모방하기로 결심한 아시시의 프란체스코의 일화를 연상시킨다. 더 나아가 화려한 미래가 보장된 길 대신 청빈한 수도사의 길을 선택한 소년 토마스 아퀴나스의 일화를 통해 우리는 이후 재속 성직자들과의 논쟁에서 탁발 수도회의 정당성을 옹호하는 단호한 수도사와 대주교직을 정중히 사절하게 되는 겸손한 수도사의 모습을 동시에 엿볼 수 있다.

### 청년기
토마스 아퀴나스가 가족들의 연금에서 풀려나 나폴리로 돌아온 1245년부터 1248년까지의 행적, 특히 그가 1245년부터 1248년 전반기까지, 즉 그가 알베르투스 마그누스를 따라 독일의 쾰른으로 떠날 때까지 약 3년 남짓한 기간의 행적에 대해서는 의견이 분분하다. 특히 그가 파리 대학교의 학생으로서 정규 교육 과정을 받았는지 여부에 대해 학자들은 논쟁을 거듭하고 있다.
그렇지만 최소한 그 3년간 파리 대학교 혹은 파리의 도미니코회에서 토마스가 7개의 필수 과목을 공부했었을 것으로 추정할 수 있다. 하지만 당시 파리대학에서 강의하던 알베르투스의 신학 강의를 들었을 가능성은 거의 없다. 먼저 인문학부에서 수학한 이후에나 신학과에 진학하여 신학수업을 들을 수 있었던 중세 대학 체제 상 토마스에게는 알베르투스의 강의를 들을 자격이 없었을 것이기 때문이다. 그러므로 3년간의 파리 체제 이후 1248년 토마스는 쾰른에 있는 도미니코회 수도원에서 비로소 알베르투스 마그누스로부터 4년간 지도를 받게 되었다고 보는 것이 더 개연적이다. 이 시기에 토마스는 알베르투스의 영향 아래 아리스토텔레스의 철학은 물론 디오니시우스의 신학에 대한 심도 있는 연구를 수행한다. 당시 토마스 아퀴나스에게 다른 동료들이 붙여준 별명은 그의 우람한 몸집과 과묵한 성격을 바라보던 동료들의 장난기가 섞인 ‘시칠리아의 벙어리 황소’였다고 한다. 하지만 이 별명과 관련하여 제자들이 모인 자리에서 알베르투스가 “지금 벙어리 황소라 불리는 저 수도사의 우렁찬 목소리를 온세상이 듣게 될 것”이라고 예언했다는 일화가 전해지고 있다.
이 별명과 이와 얽힌 일화와 전설들이 사실이었는지는 분명치 않다. 하지만 이 전설들은 이국 땅에서 어눌한 외국어 구사능력으로 인해 혹은 몇몇 전설이 전하듯이 말더듬이였기 때문에 자신의 입장을 표현하는 데 어려움을 겪고 있었던, 그래서 벙어리 황소라는 별명으로 동료들에게 놀림을 받았던 이 소심하고 섬세한 감성을 가진 청년 수도사 토마스의 숨겨진 일면을 드러내주는 것으로 보인다. 그리고 더 나아가 소심한 젊은 제자의 침묵 뒤에 숨겨진 무한한 재능과 역량을 꿰뚫어보고 이것이 꽃피울 수 있는 환경을 마련해준 스승 알베르투스의 자상함과 혜안이 그가 전수한 학문적 지식과 더불어 미래의 토마스 아퀴나스에게 어떤 영감으로 작용하게 되었는지를 미루어 짐작하는 데 충분한 정보를 제공하고 있다.

### 명제집 강독자
1251년 말에서 1252년 초엽 알베르투스는 도미니코회 총장으로부터 파리에서 강의를 할만한 신학자를 추천해달라는 부탁을 받는다. 이에 알베르투스는 "학문과 삶에서 빛나는 성취를 이룬" 토마스 아퀴나스를 파리 대학교의 교수로 적극적으로 추천한다. 벙어리 황소의 역량을 누구보다도 일찍 꿰뚫어 본 알베르투스는 당대 최고의 지성인이었다. 특히 당대 최고의 학자 알베르투스의 강의, 심지어 그의 신학강의까지도 일부 분담할 만큼 신뢰를 얻고 있다는 사실 하나만으로도 제자 토마스 아퀴나스의 재능과 역량에 대해 의심할 사람은 없었던 것으로 미루어 짐작할 수 있다. 그러나 도미니코회의 총장은 토마스가 당시 기독교 세계의 문화/학문의 중심지로 성장하고 있던 파리대학에 도미니코회의 대표자로서 추천받았다는 사실에 대해 무엇보다도 그의 어린 나이, 즉 스물 일곱이라는 젊은 나이에 난색을 표했다. 무엇보다도 총장은 파리대학의 교수로 학문은 물론 정치적으로도 수많은 문제들과 씨름을 벌일만한 노련한 학자를 원했다. 그의 복안은 종단의 정신을 대표하는 자리에 당대 도미니코회에서 가장 영향력이 강했던 인물이자 중세사회 최고의 지성인인 알베르투스를 파리대학으로 불러오는 것이었을 것이다. 하지만 알베르투스는 파리대학 교수로 "벙어리 황소"로 불릴 만큼 조용하고 소극적이며 이제 소년의 티를 갓 벗어난 토마스 아퀴나스를 추천했다. 총장 입장에서는 당혹스러웠을 것이다. 하지만 토마스 아퀴나스에 대한 총장의 당혹감과 주저함에도 불구하고 알베르투스는 토마스 아퀴나스가 파리로 가야 한다는 입장에서 단 한발자국도 물러서지 않았다. 총장의 망설임이 길어지자 알베르투스는 한 걸음 더 나아가 도미니코회의 선배 수도사이자 당시 추기경이었던 생 셰르의 위그(Hugues de Saint Cher)까지 설득하여 총장에게 결정적인 압력을 가한다. 결국 위그의 지원까지 등에 업은 알베르투스의 요구는 관철되었다. 이렇게 토마스 아퀴나스는 페트루스 롬바르두스 명제집 강독자로서 파리 대학교에서 신학 강의를 하게 되며 1252년부터 시작하여 1256년에 이르는 기간 동안 이 강의와 더불어 신학교수로서의 자격을 얻기 위한 필수과정으로서 명제집 주석 집필에 착수하게 된다.

### 파리대학교수(1차 파리체류기)
1256년 명제집 주석 작업이 완결될 즈음에 이르러 토마스 아퀴나스는 파리대학 신학교수로 취임하게 된다. 하지만 그 과정이 결코 평탄한 것만은 아니었다. 토마스가 파리로 올 당시부터 파리의 분위기는 결코 평화롭지 않았다. 재속성직자들과 교수들이 프란체스코회와 도미니코회와 같은 탁발수도회 출신 수도사들의 파리대학 교수 취임에 대해 오랫동안 품어왔던 불만과 이에 따른 대립이 극에 달하여 재속교수들과 수도회출신 교수들 사이의 분쟁이 유혈폭력사태로 이어질 만큼 최악의 상황으로 치닫고 있었기 때문이다. 실제로 토마스 아퀴나스의 취임강연은 수도회 출신 교수를 반대하는 편의 사람들이 청중들의 입장을 방해하는 가운데 만약의 폭력사태를 막기 위해 프랑스 왕의 군대가 강연장까지 배치되어 삼엄한 경호를 펼친 상태로 진행되었다고 전해진다. 비슷한 시기에 교수가 된 동시대의 또다른 거장 보나벤투라의 경우도 신학교수로 취임할 자격을 갖추고서도 2년에 가까운 시간 동안 이 격동의 소용돌이 속에서 하릴없이 세월을 보내야 했다. 애초에 도미니코회 총장이 토마스 아퀴나스의 연륜과 조용한 성격에 대해 우려했던 것도 파리가 이런 분위기 속에 있었기 때문이었다. 하지만 쾰른에서의 알베르투스와의 만남은 단순히 토마스의 성취를 단순히 학문의 영역에서만 머물게 한 것이 아니라 그의 말대로 "삶"에서도 가능케 했던 것으로 보인다. 더 나아가 쾰른 체제기에 얻었던 스승 알베르투스의 신뢰와 명제집 주석 및 강해 과정에서 재차 확인한 자신의 능력에 대한 자신감이 더해지면서 토마스 아퀴나스는 대학자로서 각성하게 된다. 영민했지만 소심한 성격으로 쉽게 자신을 표현하지는 못하던 재능있는 청년 토마스 아퀴나스가 자신의 소심함과 섬세함을 신중함과 정교함으로 변모시켜 체화함으로써 그의 스승 알베르투스 및 친구 보나벤투라와 더불어 당대 최고의 학자로 각광받기 시작한 것도 이때부터였다. 그리고 덩치만 큰 수줍은 말더듬이 벙어리 황소가 적들의 입장을 단호하게, 그리고 조목조목 철두철미하게 비판하며 동료수도사들과 수도회를 위기로부터 구하기 위해 최전선으로 뛰어든 위풍당당한 영웅으로 변모한 것 역시 이 때부터였다. 실제로 수도회를 비판하는 데 앞장섰던 재속성직자들 및 교수들의 수장 기욤 드 생따무르(Guillaume de Saint Amour)의 입장을 주도면밀하게 반박함으로써 교황청이 그의 주장을 철회하라는 명령을 내리기까지 두 미래의 교회학자, 즉 토마스 아퀴나스와 프란체스코회의 보나벤투라의 투쟁은 결정적인 것이었다. 이런 의미에서 본다면 비록 소란스러운 가운데 진행되기는 했지만 토마스 아퀴나스의 신학교수로서의 첫 강연은 대가로서 성숙해가는 토마스 아퀴나스의 첫 승리를 기념하는 이정표였다고 할 수 있을 것이다. 만약 토마스 아퀴나스가 이런 "삶"에서의 승리를 거두지 못했더라면 '욥기 주석', 그리고 '진리에 관한 정규토론집', 그리고 자유토론집 VII과 XI과 같은 이 시기에 저술되거나 막 써내려가기 시작한 작품들은 물론, 오늘날 천사적 박사라 불리는 위대한 스콜라학자는 존재하지 않았을지도 모른다.

### 이탈리아 체류기
1259년말부터 1261년까지 토마스 아퀴나스의 행방은 묘연하다. 그가 1259년말에서 1260년초 사이에 후임자에게 교수직책을 물려준 이후 파리를 떠났다는 것은 분명하지만 어디로 갔는지를 분명하게 확인할 수 없기 때문이다. 한때 그가 아냐니에서 교황청 강독자로서 2년간 머물렀다는 의견이 주목받은 바 있지만 이는 어떤 사료에서도 확인할 수 없는 내용이다. 이에 따라 오늘날에는 사실상 이 의견에 동의하는 학자는 찾기 어렵다. 오늘날 많은 학자들은 여러 가지 정황으로 보아 토마스 아퀴나스가 본래 자신이 속한 교구인 나폴리로 되돌아갔을 것으로 대개 추정하고 있다. 한편 그의 행선지만큼 그가 이 시기에 무엇을 했는지도 분명하지 않다. 이런 막연한 가운데 유일하게 확인할 수 있는 것 하나는 파리를 떠날 즈음 토마스 아퀴나스가 '대이교도대전'을 집필하기 시작했다는 것 정도다.
이렇게 모든 사료에서 사라졌던 토마스 아퀴나스는 1261년 9월 14일 현재 그가 오르비에토에 체류중임을 확인해주는 기록에서 약 2년 만에 재등장하게 된다. 이후 1265년 로마로 떠나기 직전까지 토마스 아퀴나스는 수도회를 대표하는 선생으로서, 학자로서 또한 성직자로서 활발한 활동을 전개한다. 이 시기에 토마스 아퀴나스는 '욥기 주석'과 '대이교도대전', 그리고 '디오니시우스의 신명론 주석'을 완성했으며 '4복음서 연속주해'의 상당부분을 작성한 것으로 알려져 있다. 그리고 교회의 요구에 따라 '그리스인들의 오류를 반박하며'을 비롯한 다수의 소논문들을 작성한 것 외에도 오르비에토는 물론 주변의 도시까지 방문하여 성직자로서의 사명을 충실하게 이행하기도 했다. 이 시기의 토마스 아퀴나스의 행적을 살펴보면 높아져가는 명망과 더불어 문자 그대로 눈코 뜰새 없이 바빠져가는 한 수도사의 강행군을 확인할 수 있다. 그러나 이렇게 높아져 가는 명망과 쌓여가는 피로 속에서도 토마스 아퀴나스는 주변사람들에게 겸손하고 성실한 선생님이자 동료였고 또 따뜻하고 겸손한 사목자이자 수도사였다. 이와 같은 면모는 다음의 일화에서 확인할 수 있다.
오르비에토의 수도원으로 한 젊은 수도사가 수도원장에게 심부름을 왔다가 원장실에서 나가자마자 복도에서 가장 먼저 만난 수도사와 함께 어디에 다녀오라는 원장의 지시를 받게 된다. 이 젊은 수도사는 원장실을 나서자마자 복도에 서있던 뚱뚱한 수도사의 소매를 잡아 채고는 원장의 지시이니 같이 길을 나서자고 했다. 그런데 이 젊은 수도사의 빠른 걸음을 뚱뚱한 수도사가 따라잡기는 쉽지 않았다. 결국 젊고 팔팔한 수도사는 땀을 뻘뻘 흘리며 따라오는 이 뚱뚱하고 느려터진 수도사에게 그로 인해 지체된 시간을 탓하며 오르비에토 시내에서 한복판에서 꽤 고약한 말들을 퍼부었다고 한다. 오르비에토의 사람들은 기겁을 한 표정과 침묵으로 이 광경을 지켜보았다. 결국 한 사람이 보다 못해 이 젊은 수도사에게 묻기에 이른다. "저 분이 온 세상에 이름난 토마스 아퀴나스 수도사이신 건 알고 계십니까? 도대체 저 분이 무슨 잘못을 하셨고 댁은 누구시길래 저 분을 이리도 혹독하게 대하십니까?" 이 말을 듣고 젊은 수도사는 예수님을 다시 십자가에 못박은 장본인과 같이 얼굴이 하얗게 질려서 토마스 수도사에게 거듭 머리가 땅에 닿도록 숙이며 사죄를 했다고 한다. 한편 젊은 수도사가 투박을 주는 동안 한숨을 돌렸을 토마스 수도사에게 왜 한마디도 불평없이 그런 불편한 지경을 고스란히 당하셨느냐고 사람들이 묻자 토마스 아퀴나스는 다음과 같이 말했다고 한다. "수도사의 본분은 순종과 겸양입니다. 저 젊은 수도사와 저는 그 본분을 따랐을 뿐입니다."
1265년부터 1268년까지 그 상징적인 이름에 걸맞지 않는 학문적 불모지였던 로마로 불려간 토마스 아퀴나스는 로마의 수도원에서 교수로서의 활동은 물론 저작활동의 고삐를 늦추지 않는다. 그의 대표작 '신학대전'의 집필에 착수한 것도 이 때의 일이다. 또한 이 시기는 '신의 권능에 관한 정규토론집'을 비롯하여 '영혼에 관한 정규토론집', 그리고 '영적피조물에 관한 정규토론집' 등과 같은 작품들이 완성되는 등 풍요로운 결실을 맺는 시기이기도 하다. 더 나아가 이 시기는 토마스 아퀴나스의 연구에 중요한 전기를 마련하는 시기이기도 하다. 왜냐하면 바로 이 때부터 토마스 아퀴나스가 기욤 모어베크(Guillaume Moerbeke)의 새로운 아리스토텔레스 번역본을 사용하여 '영혼론'으로부터 시작하여 아리스토텔레스의 주요 저작들에 대한 주석작업을 시작했기 때문이다. 토마스 아퀴나스의 9년 남짓한 이탈리아 체재기간은 '대이교도대전'이 완성되고 '신학대전'과 같은 작품이 집필되기 시작한 시기이자, 그의 성숙한 사유를 반영하는 수많은 주요저작들이 쏟아져 나오기 시작할 때이다. 하지만 일반적으로 막 꽃피우기 시작한 토마스 아퀴나스의 성숙한 사상들이 반영되어 있다고 평가되는 이 시기의 저작들은 골방에 들어앉아 오로지 펜과 책만 붙들고 앉아 있던 그저 영민하기만 했던 학자의 손에서 나온 것이 아니다. 이 시기의 토마스 아퀴나스는 무엇보다도 겸손한 순종의 태도로 신도와 동료들에게 잠깐의 강론을 하기 위해 며칠이 걸릴 지 모를 먼길을 떠나는 수고를 아끼지 않았던 책임감과 사명감 강한 성직자였다. 이런 의미에서 이 시기에 완성되었거나 집필되기 시작한 두 대전을 비롯한 저작들은 토마스 아퀴나스라는 책임감과 사명감 강한 인간의 초인적인 노력의 결실이라 할 수 있을 것이다.

### 파리대학교수(2차 파리체류기)
토마스 아퀴나스는 파리대학 사상 처음으로 두차례나 교수직을 역임하는 영광을 안게 된다. 하지만 1268년으로부터 1272년까지 4년간의 파리체재기간은 겉으로 드러난 영광조차 느낄 시간도 없는 거론되기까지 했다. 이런 상황에서 수도회를 대표하는 학자로서, 또한 학생들을 올바르게 지도해야하는 교수로서, 그리고 성직자로서 토마스 아퀴나스가 느꼈을 책임감과 압박감은 엄청 났을 것이다. 그런 압박감은 종종 이 시기에 쓰여진 논박서, 예컨대 '세계의 영원성에 관하여'와 같은 저서에 자신과 대립하고 있는 상대에 대해 예의 냉정함과 침착함을 잃고 노기까지 드러내는 토마스 아퀴나스의 모습을 통해 확인할 수 있다.
이 시기의 토마스 아퀴나스의 모습을 보여주는 일화가 하나 있다. 프랑스 왕으로부터 식사초대를 받은 자리에서 토마스 아퀴나스는 갑자기 깊은 생각에 잠기게 된다. 그러다가 느닷없이 모든 사람들이 놀랄 만큼 세게 식탁을 내려치며 "그래! 마니교도들을 논박할 방법을 찾았다"를 큰소리로 외치고는 비서들에게 자신이 하는 말을 받아 적으라고 호들갑을 떨었던 모양이다. 어지간하면 왕에 대한 결례로 큰 벌을 받았을테지만 토마스 아퀴나스의 학구적 열의에 감동한 왕은 토마스가 비서들에게 구술하는 동안 조용히 기다렸다고 한다.
두 번째 파리대학교수로 활동하던 시기의 토마스 아퀴나스는 그가 처했던 상황이 어려웠던 것만큼 잠시의 쉴 틈도 없었다. 아마도 이 시기의 토마스 아퀴나스는 만년에 건강악화의 결정적 원인이 되었을 만성적인 수면부족에 시달렸을 것으로 추정된다. 어쨌든 이런 토마스 아퀴나스의 쉼없는 활동은 이 시기에 완성한 작품들의 상상을 초월하는 질과 양으로 결과를 맺었다. 마태오 복음, 바울서간 및 요한복음에 대한 방대한 주석 및 강해를 이 시기에 행했으며 '악에 관한 정규토론집' 및 자유토론집의 상당수는 이 시기에 토론한 내용을 토대로 작성한 것이다. 그리고 신학대전의 1부와 2부를 역시 파리에서 두 번째 교수생활 당시 완성했으며 '영혼론 주석'과 '감각과 감각물에 관하여 주석'을 제외한 대부분의 아리스토텔레스 주석서들도 이 시기에 완성하거나 집필했다. 특히 이 시기의 토마스 아퀴나스의 활동과 저작활동, 특히 엄청난 저술량과 그것을 능가하는 질적인 완성도, 특히 신학대전과 아리스토텔레스의 저서들에 대한 주석들이 보여주는 완성도는 '기적적'이라는 수식어 외에 달리 표현할 길이 없다.

### 말년
1272년 토마스 아퀴나스는 파리를 떠나 나폴리로 향한다. 이곳에서 토마스 아퀴나스는 절필한 1273년까지 사도 바울의 서간문에 관한 주해 작업과 시편 주해, 그리고 결국 미완성으로 남게 되는 신학대전의 3부와 같은 대작과 함께 여러 소논문을 작성한다. 이렇게 끊임없이 집필에 여념이 없었던 토마스 아퀴나스는 1273년 12월 6일 성 니콜라우스 축일 미사 중 어떤 충격을 받은 듯한 모습을 보여 주변을 당황케 했다. 그리고 그 미사 이후 가족들의 연금에서 풀려난 뒤 단 한 차례도 멈추지 않았던 토마스 아퀴나스의 위대한 저작 활동을 완전히 멈춘다. 전한 바에 따르면, 이때 토마스 아퀴나스는 신학대전 3부 가운데 속죄에 관해 집필했었다고 한다. 그가 이제 글을 쓰지 않게 된 것을 기이하게 생각한 그의 비서 레지날드가 토마스에게 그 이유를 묻자 토마스 아퀴나스는 "레지날드 난 이제 할 수 없네"라고 답한다. 이 답을 듣고 더욱 걱정이 되어 재차 이유를 묻는 레지날드에게 토마스 아퀴나스는 "내가 본 것에 비하면 내가 쓴 것들은 모두 지푸라기에 지나지 않아..."라고 말했다고 한다. 이후 토마스 아퀴나스가 종종 명상 중에 의식을 잃었다는 증언들이 전기에 등장하고, 1273년 12월부터는 침대에서 일어나고 누울 때도 주변 사람들의 도움이 필요했다는 기록이 남은 것으로 보아 그의 건강 상태가 이 무렵부터 급격히 악화일로를 걸었다고 짐작할 수 있다.
1273년 12월 말부터 1274년 1월 초 무렵 여동생 테오도라를 방문할 무렵의 기록은 토마스 아퀴나스가 거의 아무 말도 못할 지경에 이르렀음을 전하고 있다. 이때 토마스 아퀴나스는 "이제 내가 바라는 것 한 가지는 신이 내 저술활동에 종지부를 찍었듯이 내 인생도 빨리 끝내줬으면 하는 것이라네"라고 힘겹게 말했다고 한다. 더 나아가 리용 공의회에 참석하라는 교황의 명에 따라 리용으로 향하던 2월 중순 이후로는 여행의 피로까지 겹쳐진 탓인지 기록에 따르면 식욕까지 완전히 잃어버리게 되었다고 한다. 그래서 토마스 아퀴나스는 결국 더 이상 여행을 할 수 없을 만큼 건강상태가 악화되어 2월 말 포사누오바의 시토회 수도원에 머물게 된다. 일부 진위를 확인하기 어려운 기록에 따르면, 그는 이곳에서 일생의 마지막 활동으로서 아가에 관한 짧은 주해를 남겼다고 하는데, 이 증언이 사실이라면 이 주해는 아마도 구술된 내용에 대한 보고서(Reportatio) 형식이었으리라 추정할 수 있다. 하지만 현재까지 원본이나 사본은 물론, 그의 사후 이 주해를 접했다는 증언조차 확인할 수 없다. 1274년 3월 7일 토마스 아퀴나스는 100여 명 수도사와 평신도들이 임종을 지키는 가운데 영면했다.

### 사후
1274년 5월 2일 수요일 파리대학 총장과 운영진은 당시 철학부에 속해 있는 모든 교수들의 이름으로 도미니코회 총회에 비통함이 담긴 편지를 보낸다. 이 편지에는 토마스 아퀴나스의 죽음을 애도하면서 토마스 아퀴나스가 젊을 시절부터 자라고 배우며 가르쳤던 파리에 묻히도록 해달라는 부탁이 담겨 있었다. 물론 이 파리대학 총장과 교수들의 부탁은 이루어지지 않았다. 포사누오바의 시토회 수도원이 '위대한 성인'의 시신을 내줄 수 없다고 완강하게 버텼기 때문이다. 그러나 이런 추모와 존경의 표현만이 토마스 아퀴나스에게 보내진 반응의 전부는 아니었다. 그가 죽은 지 정확히 3년째 되던 1277년 3월 7일 파리와 3월 18일 옥스퍼드에서 각각 에티엔 텅피에, 그리고 같은 도미니코회 출신의 로버트 킬워드비에 의해, 그리고 1286년 4월 30일 또다시 옥스퍼드에서 킬워드비의 후임 요하네스 페캄에 의해 토마스 아퀴나스의 실체적 형상의 단일성 이론을 포함한 몇몇 주요 이론들이 단죄 당하는 불운을 겪기도 한다. 그러나 결국 토마스 아퀴나스가 49세의 나이로 죽은 지 49년째 되던 1323년 7월 18일 가톨릭 교회의 성인으로 시성되었으며 이후 그의 이론들에 대한 단죄는 모두 철회되었다. 또한 토마스 아퀴나스의 이론이 옥스포드에서 요하네스 페캄에 의해 이단으로 단죄 당한 지 39년이 지난 해인 1325년 2월 14일에는 토마스 아퀴나스의 정통성을 교황청이 재확인하게 된다. 그리고 1567년 4월 15일 토마스 아퀴나스를 교회학자로 공표한다. 한편 토마스 아퀴나스의 시성심사와 관련하여 토마스가 성인의 격에 어울릴 만한 기적을 일으키지 못했다는 지적이 많았다고 한다. 하지만 이와 같은 지적에 대해 당시 교황 요한 22세는 다음과 같이 말하며 이를 일축했다고 한다.
"그가 문제를 해결할 때마다 그만큼의 기적들을 행한 것이다"

## 철학사상
그는 기독교 교리와 아리스토텔레스의 철학을 종합하여 스콜라 철학을 대성한 중세 기독교 최대의 신학자이다 다만 아리스토텔레스를 수용할 때 "은총은 자연을 파괴하지 않고 오히려 자연을 완성시킨다"는 태도를 갖고 은총과 자연, 신앙과 이성 사이에 조화로운 통일을 부여했다. 그의 이러한 그리스도교적 휴머니즘은 특기할 만한 것이다. 전 자연은 신이 창조한 것이다. 인간의 이성은 자연 가운데서 가장 고상한 부분이므로 인간이 자연 전체에 대한 이해를 통해 신의 존재를 추론(推論)하는 것은 신을 찬미하는 길인 것이다.
우선 그의 존재론(存在論)은 신학 전체의 특징을 이루는 것으로 실재적 색채가 강하다. 신과 피조물(被造物)의 관계에 대한 이해에는 '존재의 유비(類比)'를 사용하여 유비와 참여의 개념에 의해 동일성 안에 차별을 갖고 있는 존재의 파악을 가능케 하여 불가지론(不可知論)과 범신론(汎神論)의 위험을 피하였다. 본질구조(本質構造)의 규정원리(規定原理)로서 아리스토텔레스의 질료(質料)와 형상(形相), 가능태(可能態)와 현실태(現實態)의 개념을 사용하였다. 더욱이 아비체나에게서 발견한 '본질과 존재'의 구별을 이용, 그의 독자적 원리를 전개하고, 본질과 존재가 일치하는 신(神) 존재의 필연성, 무(無)로부터의 창조라는 관념을 확립하였다.
신의 존재 증명에는 본체론적(本體論的) 증명을 피하고, 경험에 의해 주어진 사실로부터 출발하여 제1원인인 다섯 가지 길을 사용한다. 악의 문제는 선의 결여라는 관점에서 해석한다. 다음에 인격의 단일성을 믿는 그는 영혼의 유일형상성(唯一形相性)에 바탕을 둔 인간학을 전재한다. 이성적 동물로서 영과 육의 합성체인 인간에게 있어서는 영혼에는 이성작용(理性作用)과 의지작용(意志作用)이 있으며, 영혼은 이성적 인식작용의 원리일 뿐 아니라 동물적·식물적 생명원리도 된다고 주장한다. 그의 인식론은 본질적으로 존재론적인데 이성은 감각이 주는 내용으로부터 추상작용에 의해 대상의 본질개념을 형성한다고 주장하고 능동지성(能動知性)과 수동지성(受動知性)을 구별한다.
도덕론에서는 모든 도덕은 신을 향하는 이성과 피조물의 운동이라고 파악하므로 종국적인 목표는 피안에 있어서의 신직관(神直觀)이 된다. 여기에 인도하는 수단으로서 윤리적 행위를 심리학적으로 분석한다. 도덕률을 영원법의 반영이라 보고 초자연적 신에 입각하여 신을 향하는 목적론적 존재론의 체계 안에서 파악한다. 따라서 초월적인 것인 동시에 자연의 이성의 소리가 된다. 이성에 복종하는 습성으로서의 덕에는 세 윤리덕(倫理德－正義·節制·勇氣)에 사려(思慮)의 덕을 추가하고, 그 위에 은총에 의한 신학적 덕(信望愛)을 추가한다. 그중에도 사랑이 여러 덕의 형상으로서 인격의 최종적 완성을 이루게 한다고 주장한다.

## 주요저작

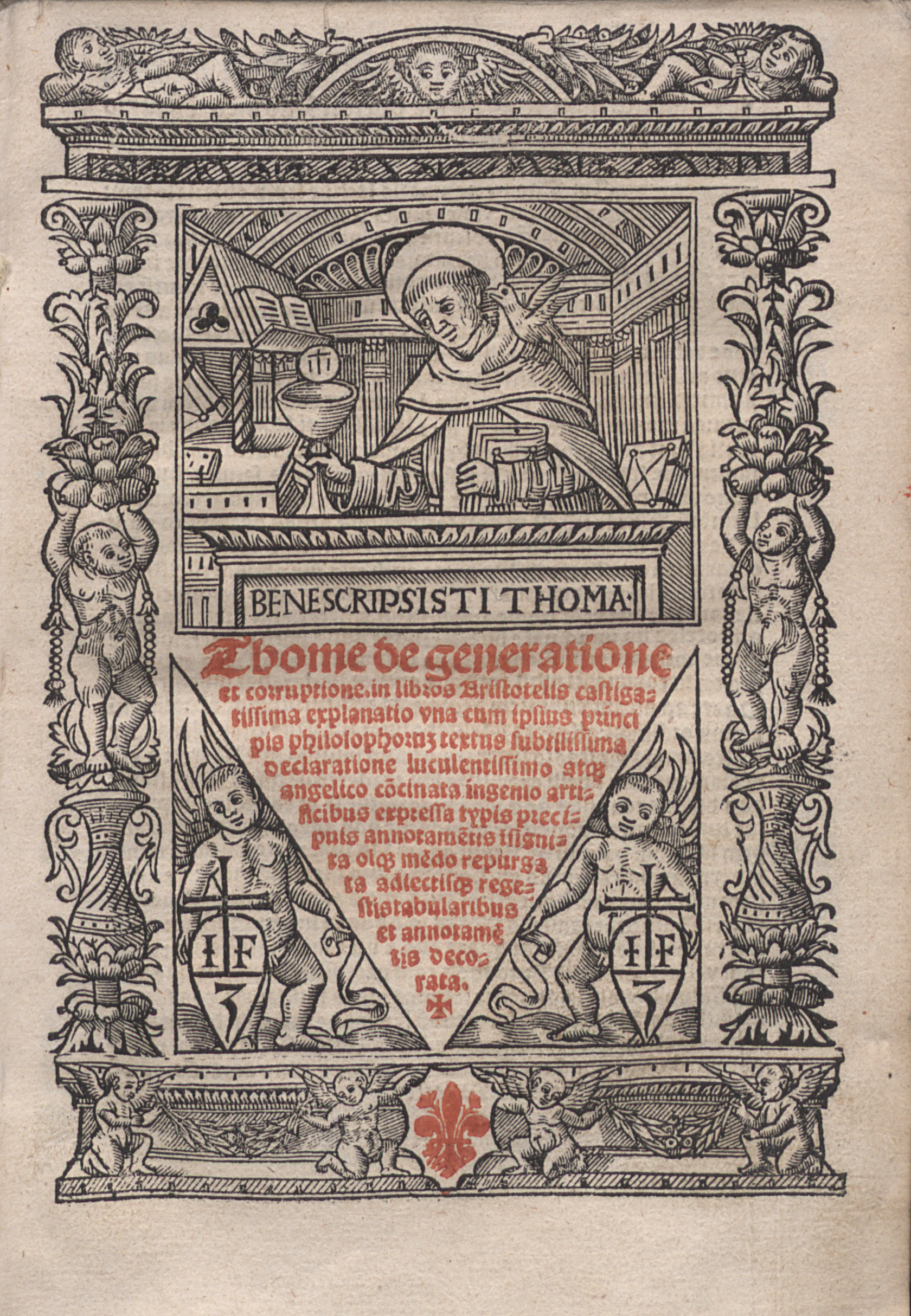
Super libros de generatione et corruptione

### 대전
- 명제집 주석 (Scriptum super Libros Sententiarum, 1252-56)
- 대이교도대전 (Summa contra gentiles, 1259-1264)
- 신학대전 (Summa theologiae, I, II 1266-1272, III 1272-73, 미완성)

### 정규토론집
- 진리에 관한 정규토론집 (Quaestiones disputatae de ueritate, 1256-1259)
- 신의 전능에 관한 정규토론집 (Quaestiones disputatae de potentia dei, 1265-1266)
- 영혼에 관한 정규토론집 (Quaestiones disputatae de anima, 1266-1267)
- 영적피조물에 관한 정규토론집 (Quaestio disputata de spiritualibus creaturis, 1267-1268)
- 악에 관한 정규토론집 (Quaestiones disputatae de malo, 1270(1-15문)/1272(16문))
- 덕에 관한 정규토론집 (Quaestiones disputatae de uirtutibus, 1271/1272)
- 육화될 말씀의 결합에 관한 정규토론집 (Quaestiones disputatae de unione verbi incarnati, 1272)

### 자유토론집
- 자유토론집 VII-XI (Quaestiones de quodlibet VII-XI, 1256-59)
- 자유토론집 I-VI, XII (Quaestiones de quodlibet I-VI, XII, 1268-72)

### 성서주해 및 강독
- 이사야서 주해 (Expositio super Isaiam ad litteram, 1252)
- 예레미아서 및 애가 주해 (Super Isaiam et Threnos, 1252)
- 취임강연록 (Principium "Rigans montes de superioibus" et "Hic est liber mandatorum dei", 1256)
- 욥기 주해 (Expositio super Iob ad litteram, 1261-65)
- 4복음서 연속 주해 (Glossa continua super Evangelica, Catena aurea, 1265-68)
- 마태오복음 강독 (Lectura super Mathaeum, 1269-70)
- 요한복음 강독 (Lectura super Ioannem, 1270-72)
- 바울서간문 주석 및 강해 (Expositio et Lectura super Epistolas Pauli Apostoli, 1265-73)
- 시편 강연록 (postilla super Psalmos, 1273)

### 아리스토텔레스 주석

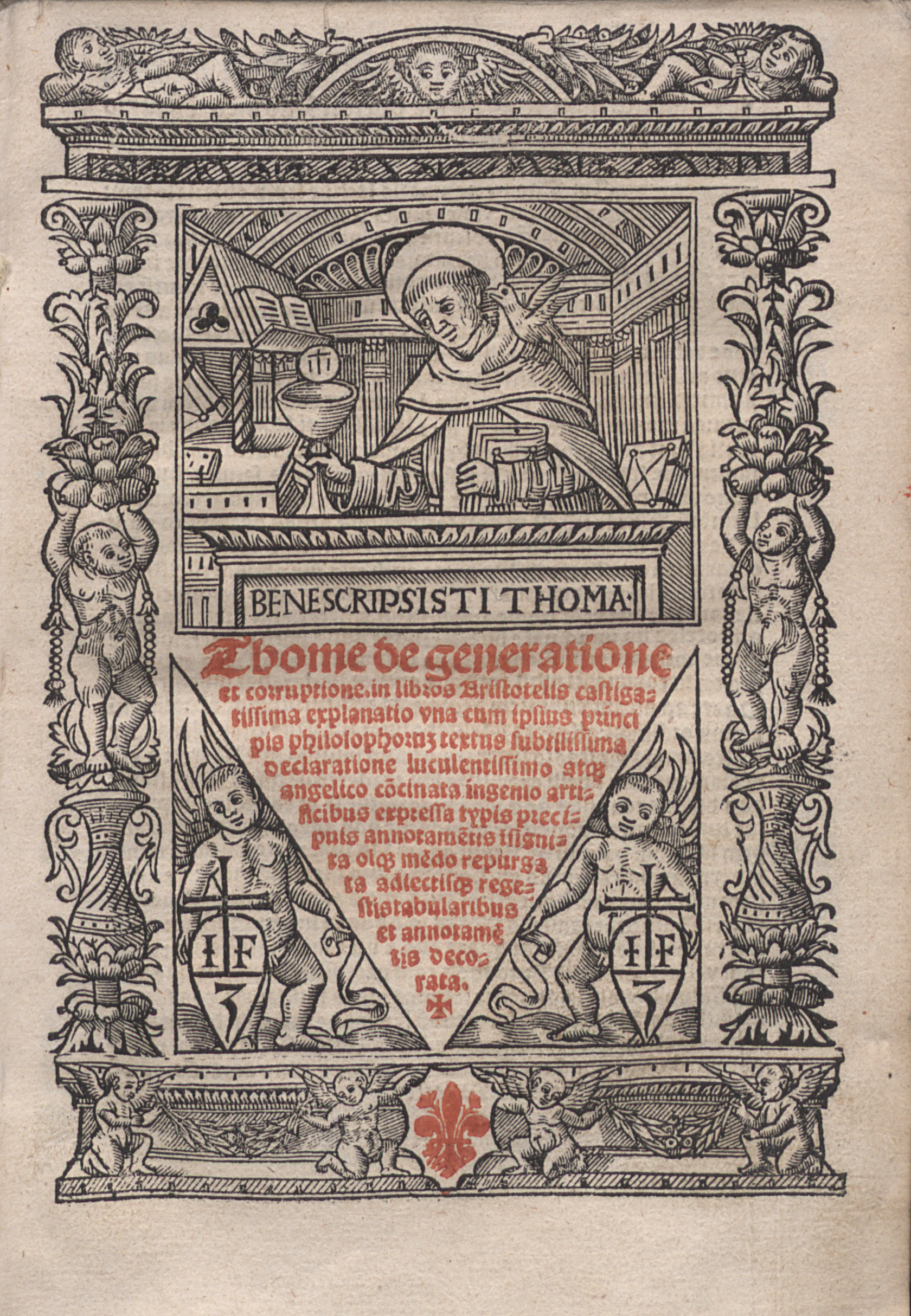
Super libros de generatione et corruptione

- 영혼론 주석 (Sententia Libri de anima, 1267-68)
- 감각과 감각물에 관하여 주석 (Sententia Libri de sensu et sensato, 1268-69)
- 자연학 주석 (Sententia super Physicam, 1268-69)
- 기상학 주석 (Sententia super Mateora, 1270)
- 명제론 주석 (Expositio Libri peryermenias, 1270/71 미완성)
- 분석후서 주석 (Expositio Libri posteriorum, 1271/72)
- 니코마코스 윤리학 주석 (Sententia Libri ethicorum, 1271-72)
- 정치학 주석 (Sententia Libri politicorum, 1269-72)
- 형이상학 주석 (Sententia super Metaphysicam, 1270-71)
- 천체와 세계에 관하여 주석 (Sententia super Librum de caelo et mundo, 1272-73 미완성)
- 생성과 소멸에 관하여 주석 (Sententia super Libros de generatione et corruptione, 1272/73 미완성)

### 기타주석서
- 보에티우스의 삼위일체론 주석 (Super Boetium de trinitate, 1257-58/59)
- 보에티우스의 주간론 주석 (Expositio libri Boetii de ebdomadibus, 1259(?))
- 디오니시우스의 신명론 주석 (Super Librum Dionysii de diuinis nominibus, 1261-65 혹은 1265-68)
- 원인론 주석 (Super librum de Causis, 1261-65 혹은 1265-68)

### 논박서
- 전례와 수도회를 업신여기는 자들을 반박하며 (Contra impugnantes Dei cultum et religionem), 1256)
- 영적 삶의 완전성에 관하여 (De perfectione spiritualis uitae, 1270)
- 수도회를 부인하는 자들을 논박하며 (Contra doctrinam retrahentum a religione, 1271)
- 지성단일성론에 관하여 아베로에스주의자를 반박하며 (De unitate intellectus contra auerroistas, 1269/70)
- 세상의 영원성에 관하여 (De aeternitate mundi, 1261-65 혹은 1265-68)

### 소논문
- 자연의 원리들에 관하여 (De principiis naturae, 1252-56)
- 존재와 본질에 관하여 (De ente et essentia, 1252-56)
- 신학요강 (Compendium theologiae, 1265-67 미완성)
- 군주의 통치에 관하여 (De regno ad regem Cypri, 1267)
- 분리된 실체에 관하여 (De substantiis separatis, 1271 미완성)
- 요소들의 결합에 관하여 (De mixtione elementorum ad magistrum Philippum de Caestro Caeli, 1269(?))
- 심장의 박동에 관하여 (De motu cordis ad magistrum Philippum de Caestro Caeli, 1273)

## 같이 보기
- 알베르투스 마그누스

## 참고 문헌
- 토마스 아퀴나스 『신학대전』 / 박경숙 pdf
- 아퀴나스 『대이교대전』 / 박경숙 pdf